# Willy Bocklant
Willy Bocklant, né le 26 janvier 1941 à Bellegem et mort de 6 juin 1985 à Mouscron, est un coureur cycliste belge. Professionnel de 1962 à 1969, il a notamment remporté le Tour de Romandie en 1963 et Liège-Bastogne-Liège en 1964.

## Palmarès

### Palmarès amateur
- 1959
  - Bruxelles-Marke
- 1960
  - Circuit franco-belge
  - Triptyque ardennais :
    - Classement général
    - 1re et 3e étapes

  - Trois Jours d'Hénin-Liétard :
    - Classement général
    - 1re et 2e (contre-la-montre) étapes

  - 2e de la Ronde des Flandres
  - 3e du Circuit des régions flamandes des indépendants
- 1961
  - 2e du championnat de Belgique militaires

### Palmarès professionnel
- 1962
  - Grand Prix de Saint-Omer
  - Tour de Picardie :
    - Classement général
    - 1re étape

  - 2e du Grand Prix de la ville de Zottegem
  - 3e du Circuit du Port de Dunkerque
  - 6e de Paris-Tours
- 1963
  - Grand Prix Stan Ockers
  - Classement général du Tour de Romandie
  - 2e du Grand Prix d'Orchies
  - 3e de Kuurne-Bruxelles-Kuurne
  - 3e du Circuit des Trois Provinces (Avelgem)
  - 3e du Circuit de la vallée de la Senne
  - 4e de Milan-San Remo
  - 4e du Tour de Lombardie
  - 5e de la Flèche wallonne
  - 5e de Paris-Tours
  - 6e du Super Prestige Pernod
- 1964
  - Tour du Piémont
  - Tour de Wallonie
  - Liège-Bastogne-Liège
  - Grand Prix de la Basse-Sambre
  - 2e de Bruxelles-Meulebeke
  - 2e du championnat de Belgique sur route
  - 3e de Milan-San Remo
  - 3e du Grand Prix Pino Cerami
  - 4e de Paris-Roubaix
  - 7e de Paris-Bruxelles
  - 9e de Paris-Tours
- 1965
  - 2e étape de Paris-Nice
  - Flèche brabançonne
  - 2e étape du Tour de Romandie
  - Bruxelles-Ingooigem
  - Circuit des régions frontalières
  - Grand Prix d'Isbergues
  - 3e étape du Tour du Nord
  - 2e du Grand Prix de Fourmies
  - 2e du Circuit du Sud-Ouest
  - 3e de Paris-Bruxelles
  - 3e du Circuit des monts du sud-ouest
  - 4e de la Flèche wallonne
  - 7e de Liège-Bastogne-Liège
- 1966
  - 2e du Grand Prix E3
  - 2e d'À travers la Belgique
  - 3e de Bruxelles-Verviers
  - 3e de la Ronde d'Aix-en-Provence
  - 7e de Paris-Roubaix
  - 7e de Liège-Bastogne-Liège
  - 10e de Paris-Bruxelles
- 1967
  - Grand Prix E3
  - 3e du Circuit du Tournaisis
  - 3e de la Flèche wallonne
  - 4e de Bordeaux-Paris
- 1968
  - 5e étape du Tour du Nord
  - 2e du Circuit des onze villes
  - 2e du Circuit du Tournaisis
  - 2e du Grand Prix de Fourmies
  - 9e des Quatre Jours de Dunkerque
- 1969
  - 2e du Circuit du Tournaisis
  - 9e de Paris-Roubaix

## Résultats sur les grands tours

### Tour de France
3 participations
- 1963 : abandon (16e étape)
- 1964 : abandon (10e étape)
- 1965 : abandon (10e étape)